# Dampicourt
 (mars 2023).
Si vous disposez d'ouvrages ou d'articles de référence ou si vous connaissez des sites web de qualité traitant du thème abordé ici, merci de compléter l'article en donnant les références utiles à sa vérifiabilité et en les liant à la section « Notes et références ».
Dampicourt (en lorrain Dampicoû) est une section de la commune belge de Rouvroy située en Région wallonne dans la province de Luxembourg. C'était une commune à part entière avant la fusion des communes de 1977.
Gentilé : Dampicourtois.
C'est à Dampicourt que se trouve l'hôtel de ville (appelée aussi Mairie) de la commune de Rouvroy.

## Étymologie
Concernant l’étymologie de Dampicourt, il existe trois hypothèses.
1. Dissociation du nom en trois parties : court, qui vient du latin vulgaire « curtis » qui signifie enclos, cour de ferme ; pic, qui vient de « Pius » ou « Picus » qui est le nom du premier propriétaire du domaine, un colon gallo-romain ; dam qui vient de « dominus » qui a pour signification maitre, propriétaire.
2. Domberticurtem : la ferme de Dombert. Dombert serait le propriétaire franc de la ferme autour de laquelle s’est édifiée la localité.
3. Le curtis aurait été donné à un serviteur nommé Petrus : de là découlerait domini cortis qui serait devenu par contraction Dompiecurt et enfin Dampicourt.

Anciennes graphies du nom « Dampicourt » : 1199 : Dompiecurt, 1209 : Dompicurt, 1253 : Dompiecort et 1464 : Dampiecourt.

## Géographie
Situé juste au sud-ouest de Virton, le village est bordé à l’est par le Ton, un affluent de la Chiers, qui y reçoit en outre les eaux de la Chevratte avant de continuer son cours vers le sud-ouest. Il est traversé au nord par la route nationale 88 reliant Florenville et Athus (Aubange).

### Évolution démographique
- Source: DGS recensements population

## Histoire

### Traces du Moyen Âge
Rue du Pourru : (1967) le creusement d’une canalisation destinée à l’évacuation des eaux usées a fait surgir une masse de décombres rouge brique. Après analyse, la découverte d’empreintes de morceaux de paille, de nombreux clous, des morceaux de pavés de terre cuite et des fragments de poterie prouve l’existence d’une ancienne demeure médiévale.
Rue du 8 septembre : (1967) à la suite de travaux de terrassement pour la pose de réseaux d’égouts, la présence de tuiles rondes et de tuiles à rebords, des morceaux de pavés en terre cuite et de nombreux fragments de céramique grise.  
Rue du Pourru-Cité Soucou : (1976) durant la pose d’une conduite d’égout, les fondations d’une ancienne maison qui a été incendiée ont resurgi ainsi que des fragments de poterie et un vase entier en terre grise.

### Église
La date de construction de l’église n’est pas connue. Ceci[Quoi ?] est confirmé par la présence de tombes chrétiennes à l’entrée du chemin de Mathon côté sud.
En 1570, une chapelle a été construite ainsi qu’un cimetière.
En 1794, pendant la Révolution Française, l’église a été fermée et le culte interdit. Cependant, la « messe aveugle » était célébrée dans le grenier de la maison no 23 de la rue du 8 septembre. C’est seulement en 1803 que Bonaparte rétablit la liberté de culte et rouvre les églises.
En 1841, le conseil communal envoie une lettre au Roi Léopold Ier pour une demande de fonds car la commune ne parvient pas assumer seule financièrement les travaux. Dampicourt reçoit donc un subside de 3 000 francs quelques mois après la demande. Ce sera en 1842 que la nouvelle église sera bénie par le doyen de Virton.  
En 1940 et en 1945, l’église est victime de bombardements. La toiture, la façade, l’arc du chœur, le tambour d’entrée et les marches d’escalier sont en ruine. C’est seulement en 1963 que de nouveaux travaux commencent afin de restaurer l’église.

### Une maison religieuse au début duXXesiècle
Des religieuses de la Visitation — ou Visitandines — chassées de France s’installent à Dampicourt dans l’ancienne propriété d’Aigremont-la-Neuve que leur vend, en 1902, la baronne de Bonhome, veuve du baron Félix d’Huart. En 1910, le couvent compte 11 religieuses et 26 vers 1925 (dont six Belges et une Suissesse). 
Dès 1904, on y aménage un chœur pour les offices puis une chapelle, ouverte au public en 1912. Une petite cloche appelait les religieuses aux offices ; en 1921, une nouvelle cloche de 300 kg la remplace. Une maison est construite pour l'aumônier (actuel presbytère). 
En 1928, les religieuses — qui ont reçu l’autorisation de rentrer en France — quittent le village.

### Origine du nom des rues
- Chemin du Baron : chemin privé créé par le baron Léopold de Bonhome (1802-1875) dans sa propriété. Ce chemin a été donné à la commune de Dampicourt par les sœurs de la Visitation en 1928.
- Beauregard : son nom illustre la vue offerte sur la vallée de la Chevratte.
- Rue Docteur Lalangue : en 1844 cette rue se nommait « chemin de la Bagnière » pour ensuite se nommer « chemin de l’abreuvoir ». Jean-Baptiste Lalangue est né à Mathon (situé dans Dampicourt) le 27 avril 1743 et a étudié la médecine à Vienne. Il est considéré comme le fondateur de la littérature médicale en Croatie.
- Rue du haut Pignon : Dampicourt a été construit sur une petite butte, les pignons sont hauts.
- Rue du 8 septembre : avant la fusion des communes, cette rue s’appelait la route de Virton. En commémoration du jour où l’armée américaine a libéré les Dampicourtois, le 8 septembre 1945, la commune a renommé la rue.
- Rue des Jonquettes et rue aux haies : aussi appelées « chemin de Virton ».
- Rue de Mathon : Mathon est une ancienne seigneurie du XVIIIe siècle.
- Rue du Moulin : rue où se trouvait l’ancien moulin de la seigneurie Mathon.
- Rue Saint-Georges : Saint Georges est le patron de la paroisse de Dampicourt.
- Rue du Pourru : on l’appelait au pare, au poru, au Paurus, ou encore chemin de Tonne-la-long.
- Rue Sainte-Anne : cette rue porte le nom de la chapelle qui était un ermitage.
- Rue de la Fontaine des Dames : rue où se situe une fontaine d’eau claire qui alimente les habitants de Dampicourt et de Montquintin. Cette fontaine faisait partie du domaine de la dernière baronne Marie-Angélique de Bonhomme.
- Cité Soucou : « sous cour », qui désigne un terrain appartenant à la seigneurie.
- Rue des Vergers : ancien chemin menant vers les champs.
- Rue de la Vieille Forge : une forge était installée dans une maison. Le maréchal ferrant en 1912 était Auguste Stasser ensuite repris par Gustave Stasser.
- Rue du Vivi : cette rue est en fait une ruelle qui mène à la rivière (la Chevratte). En Wallon, vivi signifie « d’étang ».
- Rue Pont le Prêtre ou ruelle du ruisseau : en 2018, cette ruelle n’existe plus. Elle se situait entre la rue du 8 septembre et la rue du Haut Pignon.
- Chemin de l’Anau : en 1771, on écrivait « chemin de Laneau ». Le terme « Anau » vient de « la noue » qui est la partie du toit qui récolte les eaux entre deux pans de toit.

### Guerres
Les guerres qui ont touché Dampicourt sont les suivantes :
- 1389 : Comte Saint-Pol
- 1537 : Bataille de Villers-Le-Rond
- 1575 : Guerre d’Espagne en 1575
- de 1618 à 1648 : Guerre de Trente ans
- 1689 : Ligue d’Augsbourg
- 1789 : Révolution de la République française
- 1830 : Garde civique
- 1914 : Première Guerre mondiale
- en 1940 : Deuxième Guerre mondiale

### Découverte archéologique
En 1860, le squelette d’un plésiosaure a été retrouvé à Dampicourt. Les plésiosaures sont des reptiles marins atteignant généralement 5 mètres de long. Ce qui veut donc dire qu’il existait un littoral sur les rivages sud de l’Ardenne. Le squelette est désormais au musée des Sciences naturelles à Bruxelles.

## Économie
CdA – La Cellulose des Ardennes, usine de pâte à papier et de papier, existe depuis 1962.

## Sports et vie associative

### Sports

#### Baseball
Vers 1912, l’abbé Meunier crée une équipe de baseball. Le terrain longe la Chevratte. Les sanitaires installés pour l’équipe ont été utilisés par les Allemands pendant la Première Guerre mondiale.

#### Football
La première équipe de football se nommait « l’Étoile sportive ». La seconde, formée par l’abbé Meunier, portait le nom de « Union Saint-Georges ».

#### Jeu de balle
Avec André Joannes et les jeunes du village, des matchs de volley-ball avaient régulièrement lieu.

#### Cyclisme
Des courses sont lors des kermesses avec toujours le même circuit : Rivage, Rouvroy, Harnoncourt, Saint-Mard, Rivage.

#### L’athlétisme
Dampicourt possède un club d'athlétisme l'AC Dampicourt assez connu grâce entre autres à Julien Watrin. C'est ce club qui organise notamment les courses des « Allures libres de Gaume », tous les dimanches matin.

#### Jeu de quilles
Le jeu de quilles est, en 2018, encore un sport très coté dans le village. Le Rivage et le Couarail, deux établissements de petite restauration et brasserie, comptent plusieurs pistes de jeu de quilles.

### Vie associative
- Dampicourt possède un club d'athlétisme assez connu: l'AC Dampicourt. C'est ce club qui organise notamment les courses des « Allures libres de Gaume », tous les dimanches matin.
- Le club des jeunes de Dampicourt est également actif notamment par l'organisation chaque année en juillet d'un bal en plein air rassemblant plusieurs milliers de personnes.